# Kemama
Chansons représentant la Tchéquie au Concours Eurovision de la chanson
Friend of a Friend
(2019) Omaga
(2021)
Kemama est une chanson du chanteur tchèque Benny Cristo sortie le 20 janvier 2020 en téléchargement numérique. La chanson aurait dû représenter la Tchéquie au Concours Eurovision de la chanson 2020, à Rotterdam, aux Pays-Bas.

## À l’Eurovision
Kemama devait représenter la Tchéquie au Concours Eurovision de la chanson 2020 après avoir remporté Eurovision Song CZ, la sélection du pays, le 3 février 2020.
La chanson aurait dû être interprétée en sixième position de l'ordre de passage de la deuxième demi-finale, le 14 mai 2020. Cependant, le 18 mars 2020, l'annulation du Concours en raison de la pandémie de Covid-19 est annoncée.